# Дежан, Морис
Мори́с-Эрне́ст-Наполео́н Дежа́н (фр. Maurice-Ernest-Napoléon Dejean; 1899—1982) — французский дипломат.

## Биография
Родился 30 сентября 1899 года в Клиши-ла-Гаренн.
Обучался на факультете филологии, окончил аспирантуру по философии.
Начал свою деятельность как руководитель пресс-службы посольства Франции в Германии (1930—1939). По возвращении в Париж после объявления войны в сентябре 1939 года был назначен помощником начальника канцелярии министра иностранных дел Эдуара Даладье. Работал под руководством Поля Рейно (1939 — июнь 1940).
После краткого пребывания в Марокко, в начале 1941 года начал работу с генералом де Голлем в Лондоне. Руководил департаментом по политическим вопросам. Выполнял «миссию Дежана» (1943 − октябрь 1944), где представлял Францию в конференции союзных держав в Лондоне.
В ноябре 1945 года Дежан был назначен послом в Чехословакии (1945—1949). Находился в Праге во время февральских событий в Чехословакии. В декабре 1946 года он возглавлял французскую делегацию на генеральной Ассамблее ООН, затем был в составе французской делегации Франции по вопросам Рурской области (май 1949 — февраль 1950).
После этого Морис Дежан последовательно работал главой французской миссии союзников на Дальнем Востоке (1950—1952), послом в Японии (1952—1953, сменив на этом посту Зиновия Пешкова), генеральным комиссаром французского Индокитая (с июля 1953 по май 1954).

### Посол Франции в СССР
С декабря 1955 года по февраль 1964 года работал послом Франции в СССР.
Здесь Дежан попал в разработку контрразведки КГБ СССР с целью его компрометации и вербовки по методу «медовой ловушки» — разновидности сексуального шпионажа, учитывая его слабость к молоденьким блондинкам. По данным агентуры КГБ во Франции у Дежана была репутация бабника.
Операция «Галант» проводилась с размахом. По данным американской газеты «The Washington Post» (25.6.1987), основанным на показаниях перебежчика Юрия Кроткова, было задействовано не менее двухсот человек. Послу был предоставлен экстраординарный доступ к влиятельным советским чиновникам и деятелям культуры — большинство из которых сотрудничали с КГБ. На тщательно организованных «случайных» встречах его также познакомили со стаей привлекательных ласточек.
В ходе операции на роль приманки («ласточки» на сленге КГБ) была выбрана двадцатисемилетняя актриса Лариса Кронберг, оперативный псевдоним «Лора».
Летом 1958 года время одного из свиданий в квартиру нагрянули два сотрудника КГБ. Один из них играл роль «обманутого мужа» Соболевской, другой — его приятеля. Агенты вытащили голого дипломата из постели и избили его. При этом не забывали про строжайший наказ руководителя операции полковника Грибанова О. М. — не бить по лицу.
Немного успокоившись «муж» пригрозил послу написать заявление в милицию. Чтобы избежать скандала, Дежану пришлось обратиться за помощью к московским знакомым, которые её предоставили. В тот же вечер Дежан встретился с Грибановым, которого ему представили как советника председателя Совета Министров СССР Горбунова. Горбунов / Грибанов пообещал помочь. Взамен от Дежана потребовали оказать советскому правительству небольшую услугу. Так началось многолетнее сотрудничество посла Франции и КГБ.
Об операции под кодовым наименованием «Галант» (по другим данным — «Морис»[прояснить]) стало известно после бегства на Запад в 1963 году Юрия Кроткова, многолетнего сотрудника Грибанова и ключевого исполнителя операции.
Кротков выложил сведения об операции против Дежана британской контрразведке на допросе сразу после своей сдачи властям Соединённого Королевства 13—14 сентября 1963 года. Британская контрразведка оперативно поделилась информацией со спецслужбами Франции и США.
Цели и задачи операции, состав участников и исполнителей, а также обстоятельства проведения позднее были описаны в книгах: «Показания Джорджа Карлина» (1970), Ю. Кротков «КГБ в действии» (1972), Дж. Бэррон «КГБ» (1974).
Так правда о масштабной операции-провокации КГБ выплыла наружу и закончилась отставкой Дежана, сопровождавшейся язвительными комментариями в его адрес со стороны президента Франции Шарля де Голля.
Проанализировав все данные, переданные Кротковым британской контрразведке, французская разведка пришла к выводу, что его история является правдивой во всех существенных отношениях. Вместе с тем суд не смог найти никаких доказательств того, что Дежан когда-либо совершал какой-либо акт нелояльности по отношению к Франции. КГБ сильно переоценил влияние Дежана на де Голля. Ожидая, пока Дежан займёт высокий пост, который де Голль никогда не собирался ему предоставлять, КГБ упустил свой шанс использовать влияние, которое он имел на посла.
Следует отметить, что отношение де Голля к Дежану до конца его жизни оставалось лояльным — об этом свидетельствует тот факт, что после своей отставки Морис Дежан не подвергался никаким санкциям, а наоборот — стал одним из руководителей ассоциации «Франция—СССР» и был назначен генеральным директором завода по производству советских часов «Слава» в городе Безансон. На обоих постах активно выступал за улучшение взаимоотношений между двумя странами.
Умер 14 января 1982 года в Париже на 83-м году жизни.

## Награды
- Командор ордена Почётного Легиона
- орден Дружбы народов (28.09.1979)